# کوچیساکه-اونا
کوچیساکه-اونا (ژاپنی: 口裂け女 هپبورن: زن دهان شکافته) یک شخصیت شرور در فولکلور و افسانه‌های عامیانه ژاپنی است. او که به عنوان یک روح بدذات، نا آرام، یا اونریو توصیف می‌شود، زنی است که تا حدی صورت خود را با ماسک یا چیزهای دیگری می‌پوشاند، و با خود یک قیچی، چاقو، یا یک شیء برندهٔ دیگر حمل می‌کند. او روحی است که مثله شده و برای گرفتن انتقام به این جهان بازگشته است. نام او برگرفته از جراحت عمیق و خونینی است که بر روی صورتش ایجاد شده و به شکل پوزخندی از یک گوش تا گوش دیگر به نظر می‌رسد. او اغلب برای داشتن موهای بلند صاف و مشکی، پوستی رنگ پریده، اما بطریق دیگر زیبا (به استثنای جوشگاه روی صورتش) توصیف می‌شود. او به عنوان یوکای دورهٔ معاصر نیز توصیف شده است.

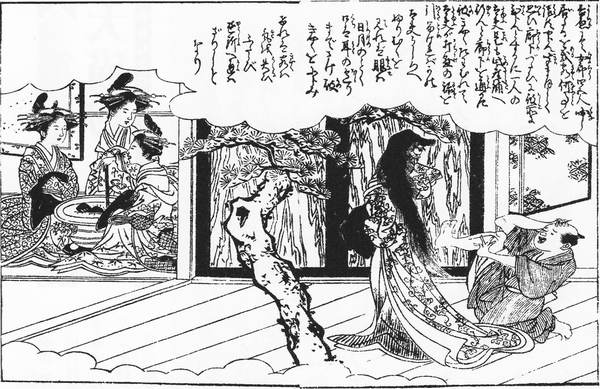
کوچیساکه-اونا در صحنه‌ای از اِهون سایوشیگوره اثر هایامی شونگیوسای، ۱۸۰۱

طبق افسانه‌های رایج، او به‌طور معمول در شب و در مقابل مسافران تنها در جاده ظاهر می‌شود و از قربانی‌های احتمالی سؤال می‌پرسد که آیا فکر می‌کنند او زیباست. اگر جواب «نه» بدهند، یا آن‌ها را با قیچی پزشکی بلندش به سرعت خواهد کشت، یا تا شب هنگام صبر می‌کند و هنگام خواب آن‌ها را می‌کشد. اما اگر جواب «بله» باشد، او ماسک خود را برداشته و آشکار می‌کند که گوشه‌های دهانش از گوش به گوش بریده شده و سوالش را یکبار دیگر تکرار می‌کند. اگر اینبار پاسخ «نه» باشد یا از ترس فریاد بزنند، آن‌ها را خواهد کشت و اگر به دروغ و با تردید «بله» بگویند، گوشه‌های دهانشان را همچون دهان خودش خواهد شکافت. روش‌هایی که می‌توان برای زنده ماندن در هنگام مواجه با کوچیساکه-اونا از آن‌ها استفاده کرد پاسخ به سوالش با گفتن اینکه او چهره‌ای «متوسط» دارد، یا با ارائه آب‌نبات سخت و گمراه کردن او مکان را ترک کنند.
افسانه کوچیساکه-اونا به سده هفدهم تا نوزدهم میلادی و دوره ادو ژاپن بازمی‌گردد.

## در فرهنگ عامه
کوچیساکه-اونا در فیلم‌های لایو اکشن و همچنین در مانگا، انیمه و بازی‌های ویدئویی ظاهر شده است. این شخصیت در فیلم پویانمایی پوم پوکو محصول ۱۹۹۴، استودیو جیبوری حضور دارد، و بعداً در سال ۱۹۹۶ و در فیلم کوتاه لایو اکشن کوچیساکه-اونا به کارگردانی ترویوشی ایشی ظاهر شد. به او همچنین در فیلم حلقه (۱۹۹۸) به کارگردانی هیدئو ناکاتا اشاره می‌شود. در سال ۲۰۰۷، فیلمی تحت عنوان حک شده: زن دهان شکافته به کارگردانی کوجی شیرایشی و با بازی میکی میزونو در نقش کوچیساکه-اونا منتشر شد. دنباله‌هایی برای این فیلم تحت نام‌های حک شده ۲: قتل‌عام با قیچی (همچنین تحت عنوان کوچیساکه-اونا ۲ شناخته می‌شود) به کارگردانی کوتارو ترائوچی و زن دهان شکافته ۰: سرآغاز (یا کوچیساکه-اونا ۰) به کارگردانی کازوتو کوداما، که هر دو در سال ۲۰۰۸ منتشر شدند. شخصیت کوچیساکه-اونا بعدها در سال ۲۰۱۲ در فیلم‌های بازگشت کوچیساکه-اونا و فیلم ویدئوی پیداشده مستندنمای «سنریتسو کایکی فایل کوواسوگی فایل ۰۱: عملیات دستگیری زن دهان شکافته»، و همچنین وب‌کمیک موب سایکو ۱۰۰ ظاهر شد. کوچیساکه-اونا شخصیت اصلی مؤنث در مانگای حتی اگر دهانم را بشکافی اثر آکاری کاجیموتو است. علاوه بر این، این شخصیت در مجموعه جوجوتسو کایسن نیز حضور دارد.
کوچیساکه-اونا همچنین اساس شخصیتی بود که در «Danse Vaudou»، قسمتی از مجموعه تلویزیونی ابرقهرمانی کنستانتین از دی‌سی کامیکس ظاهر می‌شود.
دشمنی به نام زن قیچی با الهام از کوچیساکه-اونا در بازی ویدیوئی نقش‌آفرینی ترسناک جهان وحشت (۲۰۲۳) حضور دارد.
او همچنین به عنوان یک دشمن نسبتاً قوی در بازی ویدئویی گوست وایر: توکیو (۲۰۲۲) ظاهر می‌شود. او دارای دو حالت متفاوت است: در شکل اول یک کت سفید بلند، یک کلاه سفید بزرگ و یک ماسک جراحی دارد. در حالت دوم، کت او به قرمز تغییر رنگ می‌دهد و کلاه و ماسکش را در می‌آورد و دهان شکافتهٔ خود را آشکار می‌سازد. در هر دو حالت او از یک جفت قیچی بلند برای حمله به بازیکن استفاده می‌کند.